# Masaaki Sawanobori
Masaaki Sawanobori, född 12 januari 1970 i Shizuoka prefektur, Japan, är en japansk tidigare fotbollsspelare.